# Anarthrophyllum elegans
Anarthrophyllum elegans là một loài thực vật có hoa trong họ Đậu. Loài này được (Hook. & Arn.) F.Phil. miêu tả khoa học đầu tiên.